# Теракт у Рейханли (2013)
Теракт у Рейханли — терористичний акт, що відбувся пообіді 11 травня 2013 року в місті Рейханли на півдні Туреччини, неподалік від турецько-сирійського кордону. Унаслідок двох вибухів замінованих автомобілів біля будівлі мерії і в промисловому районі міста, що відбулись з інтервалом у 15 хвилин, загинула 51 людина, ще 155 отримали поранення, також зазнали руйнування кілька будівель. Того ж дня в місті відбувся ще один вибух, але його кваліфікували як вибух паливного бака автомобіля.
На 12 травня опізнали 38 тіл загиблих. Серед них виявилось 35 турецьких громадян і троє сирійців.

## Тло
На момент теракту, через збройний конфлікт в Сирії, у провінції Хатай, до якої належить Рейханли, перебувало кілька десятків тисяч сирійських біженців. Влада Туреччини вважає, що теракт був спрямований саме проти біженців з Сирії.
На момент теракту відносини між Туреччиною та сирійським режимом Башара Асада зіпсувались через те, що Туреччина відіграє ключову роль у постачанні «нелегальної» допомоги сирійським повстанцям, і в їхній політичній підтримці, а також через розміщення Туреччиною біля кордону зі Сирією в червні 2012 року ракет класу «земля-повітря» та підсилення угруповання бронетанкових військ.
10 травня, напередодні подвійного теракту, в інтерв'ю телекомпанії NBC Ердоган закликав США взяти на себе більшу відповідальність за припинення зіткнень у Сирії. Він також говорив про дані, що вказують на застосування хімічної зброї в цій країні, зазначивши, що «червону межу», окреслену президентом Обамою, перетнули вже давно. Ердоган також підтримав ідею введення безпольотної зони над Сирією.

## Реакція сторін
Сили безпеки й розвідувальні підрозділи Туреччини встановили, що до скоєння теракту причетні організації в Туреччині, пов'язані зі сирійським режимом. На 13 травня турецька поліція затримала 9 підозрюваних у причетності до теракту, 14 травня кількість затриманих склала 17.
13 травня прем'єр-міністр Туреччини Реджеп Таїп Ердоган звинуватив офіційний Дамаск у причетності до вибухів у Рейханли. Подібну заяву зробив і віцепрем'єр міністр Туреччини Бюлент Арінч, заявивши, що підозрює в організації терактів спецслужби режиму Башара Асада. 14 травня Реджеп Таїп Ердоган, виступаючи на пресконференції з нагоди візиту до США, відкинув пропозицію Сирії щодо спільного з Дамаском розслідування вибухів, обґрунтувавши своє рішення тим, що «нинішній уряд в Дамаску є незаконним і не визнає свого народу».
Сирійський уряд відкинув усі звинувачення в причетності до теракту та, зі свого боку, поклав на Туреччину відповідальність за події в прикордонній зоні, яка, на думку офіційного Дамаску, перетворилася «на базу підготовки терористів» і регіон їхнього проникнення на територію сусідньої Сирії «з метою скоювання систематичних злочинів».